# 菱村
菱村（ひしむら）は栃木県の南西部、足利郡に属していた村である。現在の群馬県桐生市東部の菱町に相当する。

## 概要
足利郡の最西端に位置し、桐生川を隔てて群馬県桐生市と接していた。古くから桐生市の経済圏に含まれ、県境であった桐生川の河川管理の合理化などの理由により、越境合併が行われ、群馬県桐生市菱町となった。なお、本村合併の翌年1960年7月1日には、群馬県山田郡矢場川村の一部が足利市に編入されており、これは栃木県側が提案した交換条件によるものとされている。

## 地理
- 山岳：仙人ヶ岳
- 河川：桐生川、黒川、小友川

## 歴史
- 1876年（明治9年）下菱村、小友村が合併し黒川村が成立。
- 1889年（明治22年）4月1日 町村制施行により、上菱村、黒川村が合併し菱村が成立する。
- 1959年（昭和34年）1月1日 群馬県に越境、桐生市に編入する。桐生市菱町（桐生市第17区）となる。

## 人口
- 1920年（大正9年）：3,502人
- 1930年（昭和5年）：3,611人
- 1940年（昭和15年）：4,610人
- 1950年（昭和25年）：5,686人